# 孔文泰
孔文泰（?—?），南北朝时鲁郡人。孔子二十九代孫，孔懿玄孙，孔鮮曾孙，孔乘之孙，孔靈珍长子。
太和十九年（495年），魏孝文帝元宏封孔靈珍为崇圣侯，孔靈珍死后，其子孔文泰袭封崇圣侯。即第二代崇圣侯，袭封年不详，大约在六世纪初期。五十八岁去世，葬在曲阜孔林内孔子墓南。有儿子为孔渠。
| 前任： 孔靈珍 | 北魏崇圣侯 ？ | 繼任： 孔渠 |

## 参看
- 孔子
- 孔子世家大宗世系
- 孔子世系
- 孔子世家大宗世系图
- 孔子世家总世系图 (中兴祖前)